# František Pištěk
František de Paula Pištěk (6. dubna 1786, Prčice – 1. února 1846, Lvov) byl český římskokatolický duchovní, který se stal pomocným biskupem pražským, později tarnovským biskupem a nakonec lvovským arcibiskupem.

## Život
Pocházel z poměrně chudé poddanské rodiny Vojtěcha a Anny Pištěkových, kteří měli ještě další dva syny a několik dcer. Protože byl nadaný, soukromě jej vzdělával kaplan z blízkého Sedlce; ten Františka také naučil německy, což bylo nezbytné k dalšímu studiu. Když jej jednou panský šafář Jan Trachta při robotě zbil, nechal voly na poli a utekl domů a pak bez vědomí rodičů do Prahy. Tam se jej díky náhodě ujal jeden mlynář, pražský měšťan, který ho zaopatřil, aby mohl studovat. Později František Pištěk vstoupil do pražského kněžského semináře.

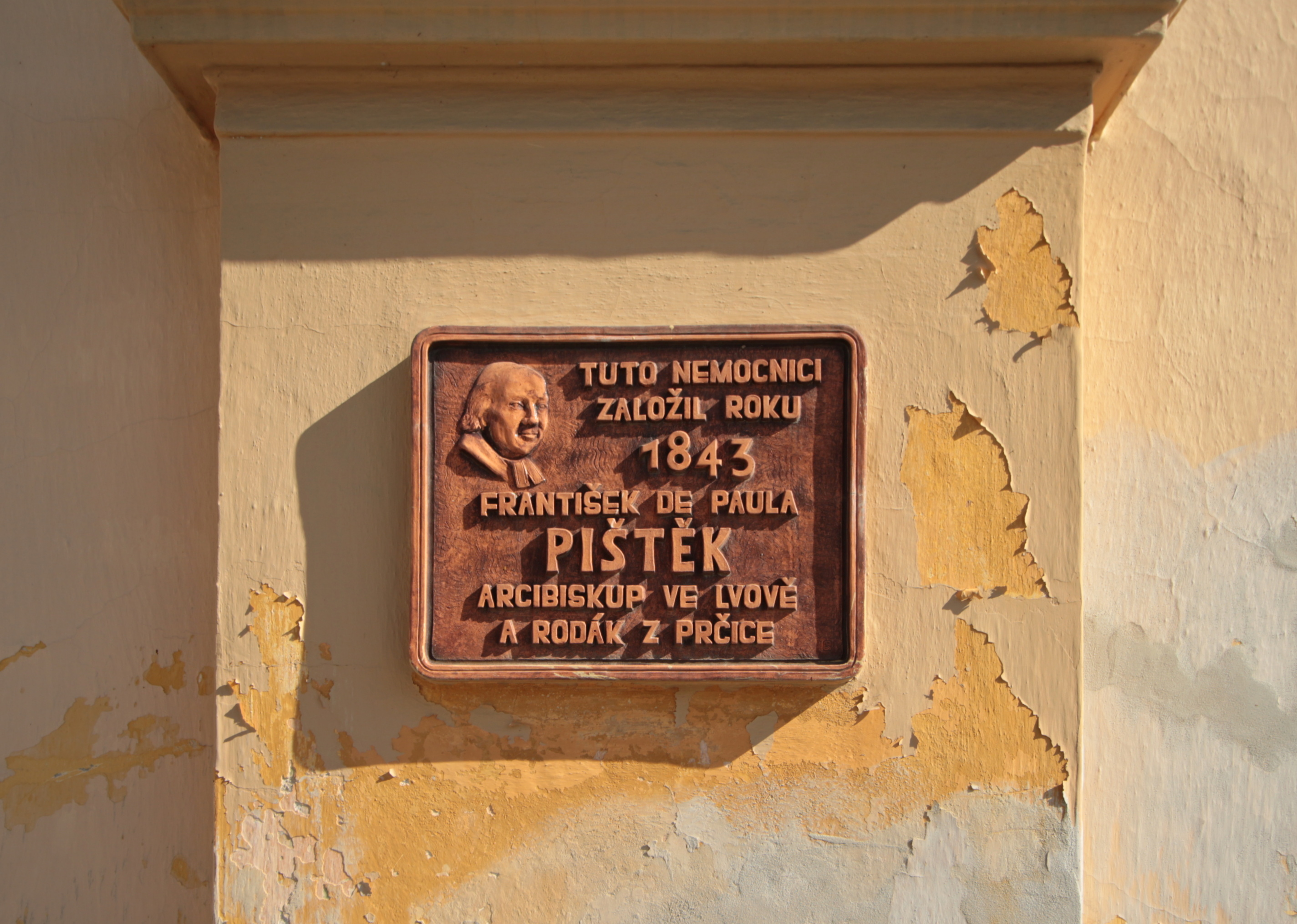
Pamětní deska na prčickém špitál, který Pištěk založil roku 1843.

Po kněžském svěcení, které přijal 21. srpna 1808 v Praze, působil nejprve jako kaplan ve Smolnici a od roku 1809 jako administrátor v Panenském Týnci, kde významně pozvedl hospodaření tamní farnosti. V letech 1816–1817 byl farářem v Dlažkovicích. V roce 1817 se stal děkanem v Přešticích a na podzim 1823 kanovníkem svatovítské kapituly, ačkoliv o tento církevní úřad bylo více starších uchazečů. Od 26. července 1824 byl navíc děkanem staroboleslavské kapituly, ve Staré Boleslavi založil chudobinec.
Dne 14. září 1824 byl jmenován pomocným biskupem pražským a titulárním biskupem azotským, konsekrován byl krátce poté 14. listopadu. Napsal esej Pořádek života kněžského, která byla později přeložena z latiny a vydána v češtině. Jako český vlastenec přispěl ke vzniku Časopisu pro katolické duchovenstvo, který začal vycházet v roce 1828. Od roku 1830 byl také generálním vikářem pražské arcidiecéze.
Později od svého bratra Vojtěcha, který se roku 1834 s celou rodinou vystěhoval do Haliče, koupil rodný dům i s polnostmi a na jeho místě dal v letech 1843 až 1845 vystavět klášter pro Kongregaci Milosrdných sester sv. Karla Boromejského. Zpočátku v něm žily čtyři řeholnice v čele s představenou Terezií Marií Hypolitou Preinfalkovou, později jejich počet vzrostl na osm. V roce 1850 v něm vznikl špitál pro celý Budějovický kraj, který se roku 1856 stal veřejnou nemocnicí.

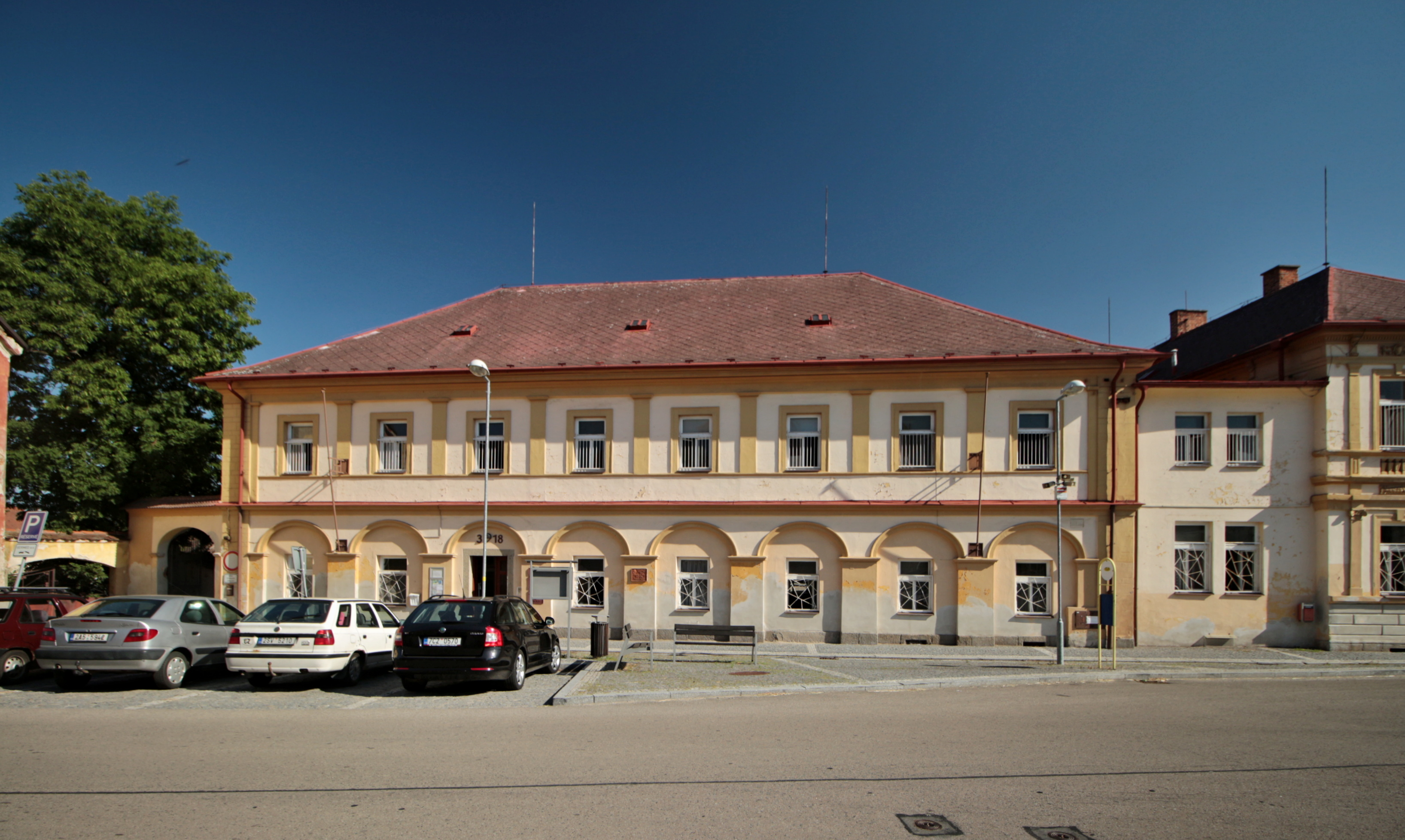
Prčický špitál

Už dne 25. října 1831 však byl jmenován tarnovským biskupem; do Tarnova odešel roku 1832. Naučit se polsky mu trvalo jeden rok. V červenci 1835 pak byl jmenován lvovským arcibiskupem a tajným radou. Své rodiště navštívil naposledy v září 1844. Ve Lvově, kde nechal postavit nový arcibiskupský palác a založil první chlapecký seminář v Rakouském císařství, také zemřel.
Arcibiskup František de Paula Pištěk zemřel ve svém působišti ve Lvově dne 1. února 1846. Byl pohřben v kryptě lvovského kostela Panny Marie Hromničné, (polsky Kościół Matki Boskiej Gromnicznej we Lwowie), nebo lvovské katedrály Nanebevzetí Panny Marie.

## Dílo
- Pořádek života kněžského, Praha 1846